# Кременчуцька агломерація

Мапа агломерації з лініями кожні 10 км від центра Кременчука, залізницями та автошляхами

Кременчуцька агломерація — агломерація з центром у місті Кременчук. Простягається вздовж Дніпра з центром агломерації на лівому березі. Головні чинники створення і існування агломерації: річка Дніпро, перепуття головних транспортних шляхів, машинобудівна, металообробна, металургійна промисловість. Центр розвиненого сільськогосподарського району.
Обслуговоючий аеропорт — Міжнародний аеропорт «Кривий Ріг».

## Склад
Міста:
- Кременчук
- Світловодськ
- Горішні Плавні

Райони:
- Кременчуцький
- Олександрійський

## Основні статистичні дані
Приблизна статистика:
- Чисельність населення — 511,0 тис. осіб[1];
- Площа — 6 853 км²;
- Густота населення — 74,57 осіб/км².